# Jean-Baptiste Chaumeil
Pour les articles homonymes, voir Chaumeil (homonymie).
Jean-Baptiste Chaumeil, né le 10 janvier 1856 à Golfech (Tarn-et-Garonne) et mort le 1er octobre 1930 à Valence-d'Agen (Tarn-et-Garonne), est un homme politique français.

## Biographie
En 1923, Jean-Baptiste Chaumeil achète de nombreuses actions de la société La Dépêche et Le Petit Toulousain pour déjouer une tentative de contrôle de Maurice de Rothschild.
Jean-Baptiste Chaumeil, sur son testament, a placé son neveu Jean Baylet à la tête de La Dépêche du Midi.

## Détail des fonctions et des mandats
Mandat local
- 1904 - 1er octobre 1930 : Maire de Valence-d'Agen

Mandat parlementaire
- 20 mai 1906 - 31 mai 1910 : Député de Tarn-et-Garonne

## Décorations
- Officier de la Légion d'honneur par décret du 30 juillet 1925 (chevalier par décret du 4 janvier 1911)[4].

### Sources et bibliographie
- « Jean-Baptiste Chaumeil », dans le Dictionnaire des parlementaires français (1889-1940), sous la direction de Jean Jolly, PUF, 1960 [détail de l’édition]